# Cyrtodesmus tomentosus
Cyrtodesmus tomentosus är en mångfotingart som beskrevs av Filippo Silvestri 1898. Cyrtodesmus tomentosus ingår i släktet Cyrtodesmus och familjen Cyrtodesmidae. Inga underarter finns listade i Catalogue of Life.